# Onorio Longhi

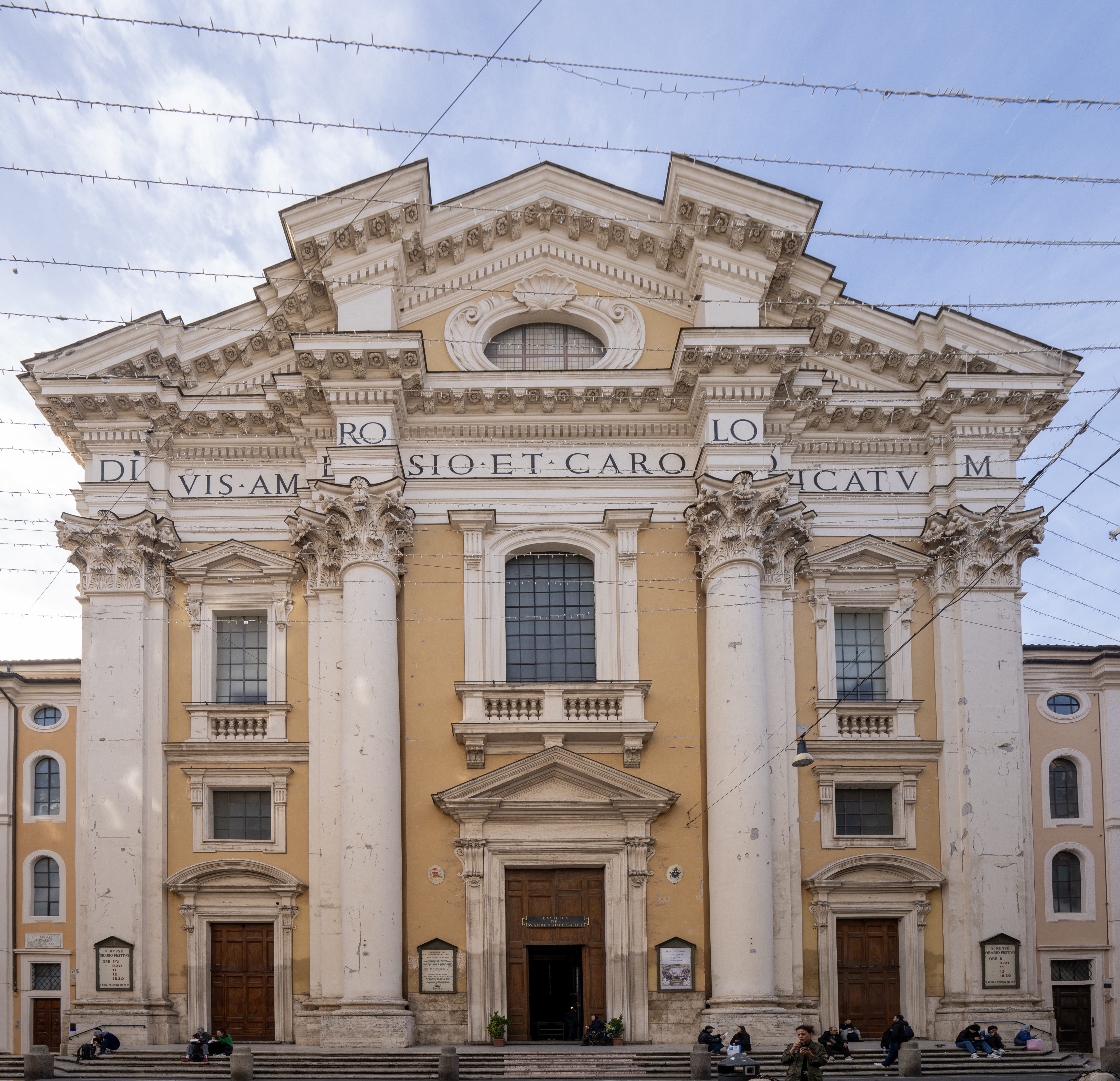
San Carlo al Corso, um projeto de Onorio terminado por seu filho, Martino Longhi, o Jovem.

Onorio Longhi (1568–1619) foi um arquiteto italiano, filho de Martino Longhi, o Velho, e pai de Martino Longhi, o Jovem.

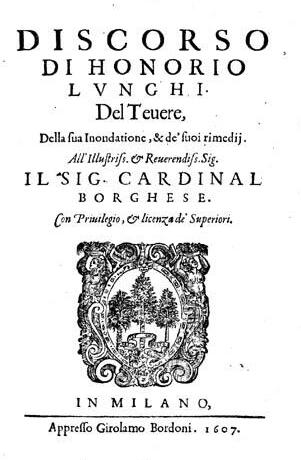
Discorso di Honorio Lunghi (1607)

## História
Onorio nasceu em Viggiù, Lombardia, e trabalhou desde cedo como assistente de seu pai, herdando suas encomendas quando ele morreu em 1591. Ele é descrito nas fontes contemporâneas como uma pessoa implacável e companheiro de Caravaggio, com quem foi julgado por homicídio em Roma em 1606 e subsequentemente exilado.
De volta à Lombardia, Onorio trabalhou em vários planos inacabados para o Duomo de Milão e outras igrejas, até que uma anistia papal permitiu que ele voltasse para Roma em 1611. Lá, foi o responsável pelo primeiro projeto para a igreja nacional dos milaneses, San Carlo al Corso, completada por seu filho e por Pietro da Cortona. Entre outras obras de Longhi estão a Santa Maria Liberatrice, no Fórum Romano, demolida para permitir a recuperação de Santa Maria Antiqua, a Capela Santoro na Arquibasílica de São João de Latrão. Trabalhou também em Sant'Eusebio e San Francesco a Ripa.
Onorio morreu em Roma em 1619.